# Pteroloxa
Pteroloxa is een geslacht van uitgestorven kreeftachtigen uit de klasse van de Ostracoda (mosselkreeftjes).

## Soorten
- Pteroloxa cumuloidea Swain, 1963 †
- Pteroloxa venipuncta Swain, 1963 †